# Basilica di Santa Croce a Via Flaminia

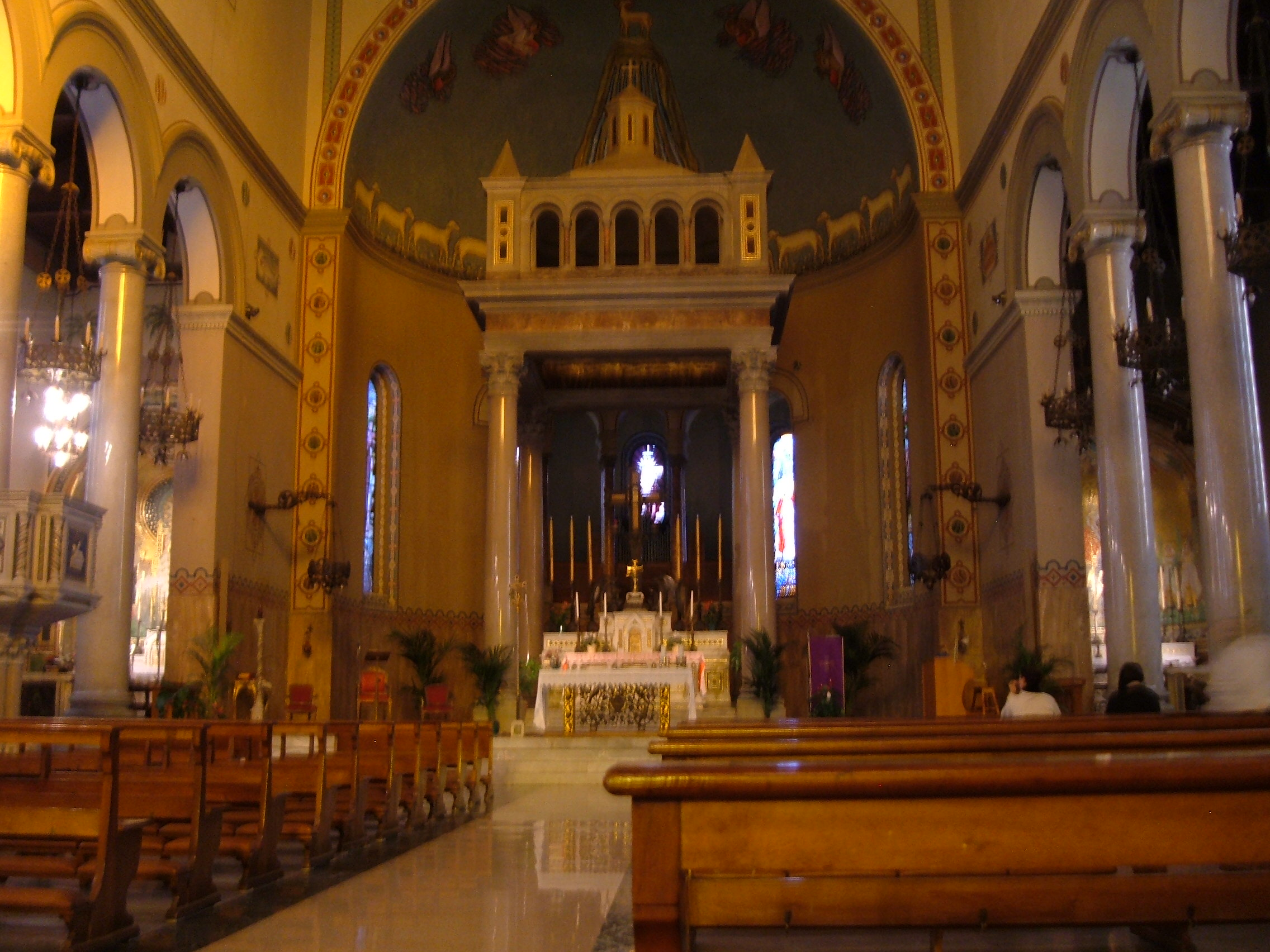
Interno

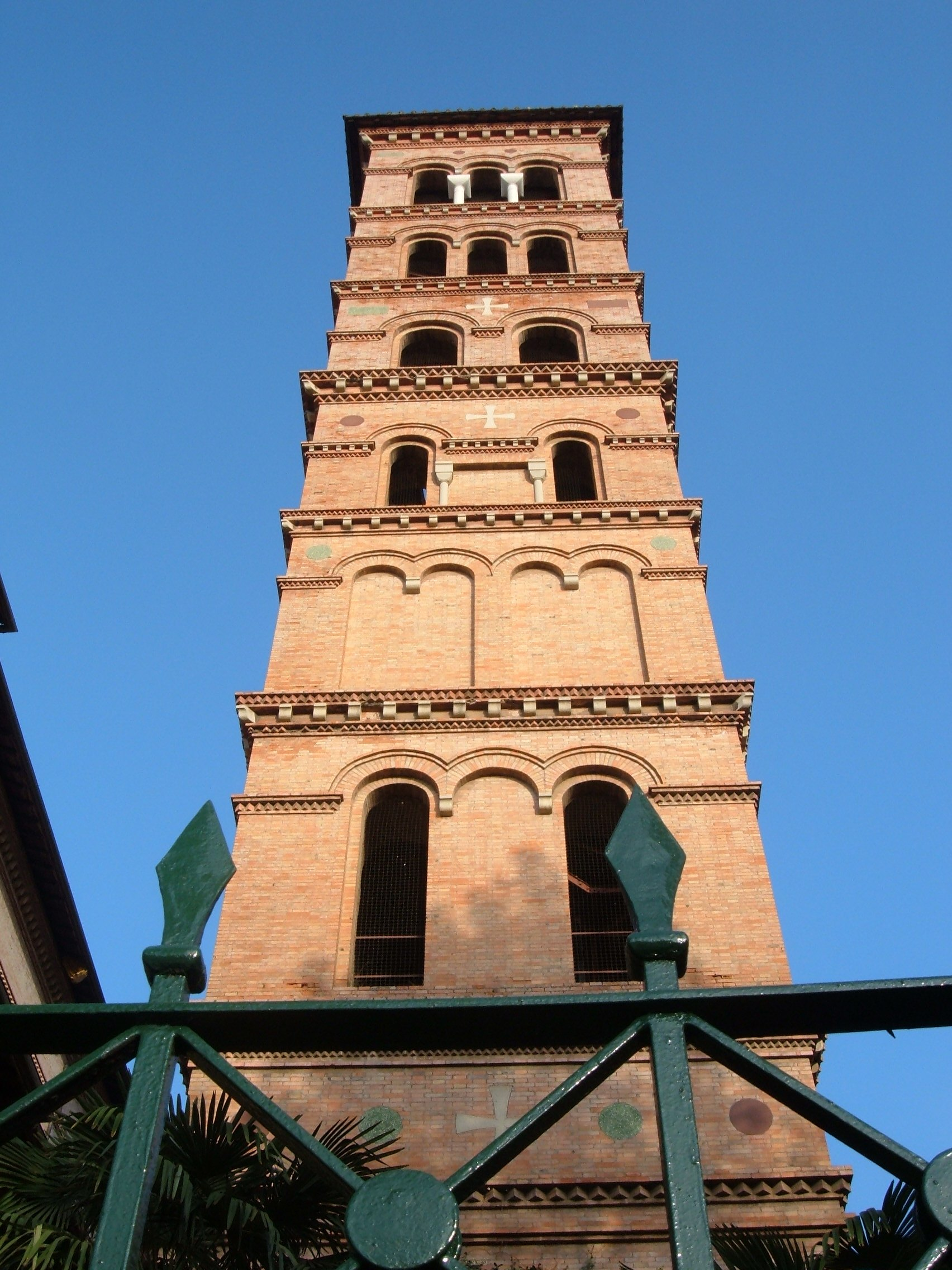
Campanile

Santa Croce a Via Flaminia è una chiesa basilicale dedicata alla santa Croce che si trova nelle vicinanze di Via Flaminia, a Roma, in via Guido Reni.

## Storia
L'edificio è stato costruito nel 1913 dall'ingegnere Aristide Leonori per volere di papa Pio X, come solenne celebrazione del XVI centenario dell'Editto di Milano (313). Fu lo stesso pontefice a sostenere le spese di costruzione, ed il luogo scelto fu quello in cui, secondo la tradizione, l'imperatore Costantino I fece suonare le trombe per annunciare alla città la fine delle ostilità contro i cristiani. I lavori di costruzione iniziarono il 17 ottobre 1912, e la chiesa venne inaugurata il 29 dicembre dell'anno successivo. Essa fu però consacrata solo nel 1918 da Giuseppe Palica, arcivescovo titolare di Filippi e vicegerente della diocesi di Roma. Nel frattempo, il 19 marzo 1914, fu elevata a parrocchia con la costituzione apostolica di papa Pio X Quod iam pridem ed affidata ai preti stimmatini. Nel 1964 papa Paolo VI l'ha elevata al rango di basilica minore. Infine, la basilica è sede del titolo cardinalizio di Santa Croce in Via Flaminia, istituito da papa Paolo VI il 5 febbraio 1965.
Tra gli arredi della chiesa è conservata una riproduzione moderna, riccamente ornata con ricami e gioie, dell'antico labaro costantiniano, l'insegna militare sulla quale Costantino fece porre il segno della Croce in seguito alla famosa visione (In hoc signo vinces).
Illustri nella storia parrocchiale sono stati il p. Emilio Recchia, parroco dal 1934 al 1965, e il p. Cornelio Fabro, insigne filosofo.
Nella basilica ha sede la reale deputazione del cosiddetto ramo spagnolo del Sacro Militare Ordine Costantiniano di San Giorgio per l'Italia; l'analoga istituzione del ramo francese del Sacro Militare Ordine Costantiniano di San Giorgio ha invece sede nella chiesa di San Giorgio in Velabro.

## Descrizione
La facciata della chiesa riprende lo stile basilicale romanico. Essa è preceduta da un portico con sei colonne di granito con capitelli ionici. Nella trabeazione è inserito un fregio fatto a mosaico con un'iscrizione che ricorda il XVI centenario dell'editto di Milano: "An. Chr. MCMXIII Pius X P.M. in memor. pacis a Constantino eccl. datae Cruci SS. DD. ab edicto a. MDC". Nella facciata è posto un mosaico, opera di Biagio Biagetti, con la raffigurazione di tre scene: al centro il Trionfo della croce, ai lati l'Editto di Milano e la Vittoria di Costantino a Ponte Milvio. A fianco della chiesa è la torre campanaria a sei piani, fortemente ispirata a quella della basilica di Santa Maria in Cosmedin risalente al XII secolo, ai piedi della quale è posta una statua marmorea raffigurante la Madonna orante, ex voto a ricordo dello scampato pericolo di un bombardamento della zona nell'agosto 1943. Il campanile ospita un concerto di sei campane in La♭3 inceppate alla veronese, l'unica chiesa a Roma a possedere un concerto di tale fattura.
Passato un pronao, attraverso tre porte si entra nella basilica, a tre navate, divise da colonne di granito che sostengono archi; il soffitto è a capriate. Nella controfacciata è posta una tela, raffigurante la Battaglia di Ponte Milvio, copia dell'affresco presente nei Musei vaticani, nella sala di Costantino. A metà della navata di destra si accede al battistero, separato dal corpo della chiesa: esso, a pianta ottagonale, fu progettato da Carlo Stopponi nel 1961. Lungo le pareti delle navate laterali è posta la Via Crucis, opera musiva di Biagio Biagetti (1942-46). Nella navata di sinistra è il pulpito, realizzato in stile cosmatesco da Pio Leonori, fratello dell'architetto Aristide.
L'abside della navata centrale è illuminata da cinque finestre, tre delle quali con vetrate artistiche, opera di Giuseppe Moroni, raffiguranti l'Invenzione della croce da parte di sant'Elena, il Redentore davanti alla croce e l'Imperatore Eraclio che reca sulle spalle la croce. L'altare maggiore, posto sotto un alto ciborio di ispirazione paleocristiana, è affiancato da una croce in bronzo dorato ove sono inserite le reliquie. L'affresco del catino absidale, opera del Moroni, rappresenta il Giudizio universale. Nel loggiato dell'abside si trova l'organo a canne della ditta Balbiani-Vegezzi Bossi (1928), dotato di 12 registri su due manuali e pedale.
Di un certo pregio artistico anche le cappelle delle navate laterali, ove si trovano ancora opere dei due Leonori, del Biagetti, di Stopponi, di Alessandro Delprato, Lorenzo Berlendis, Antonio Achilli.